# István Dobó

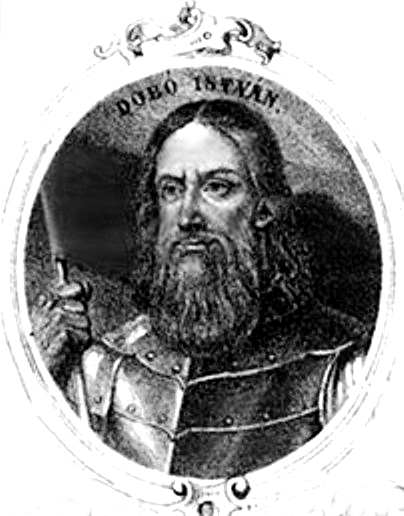
István Dobó

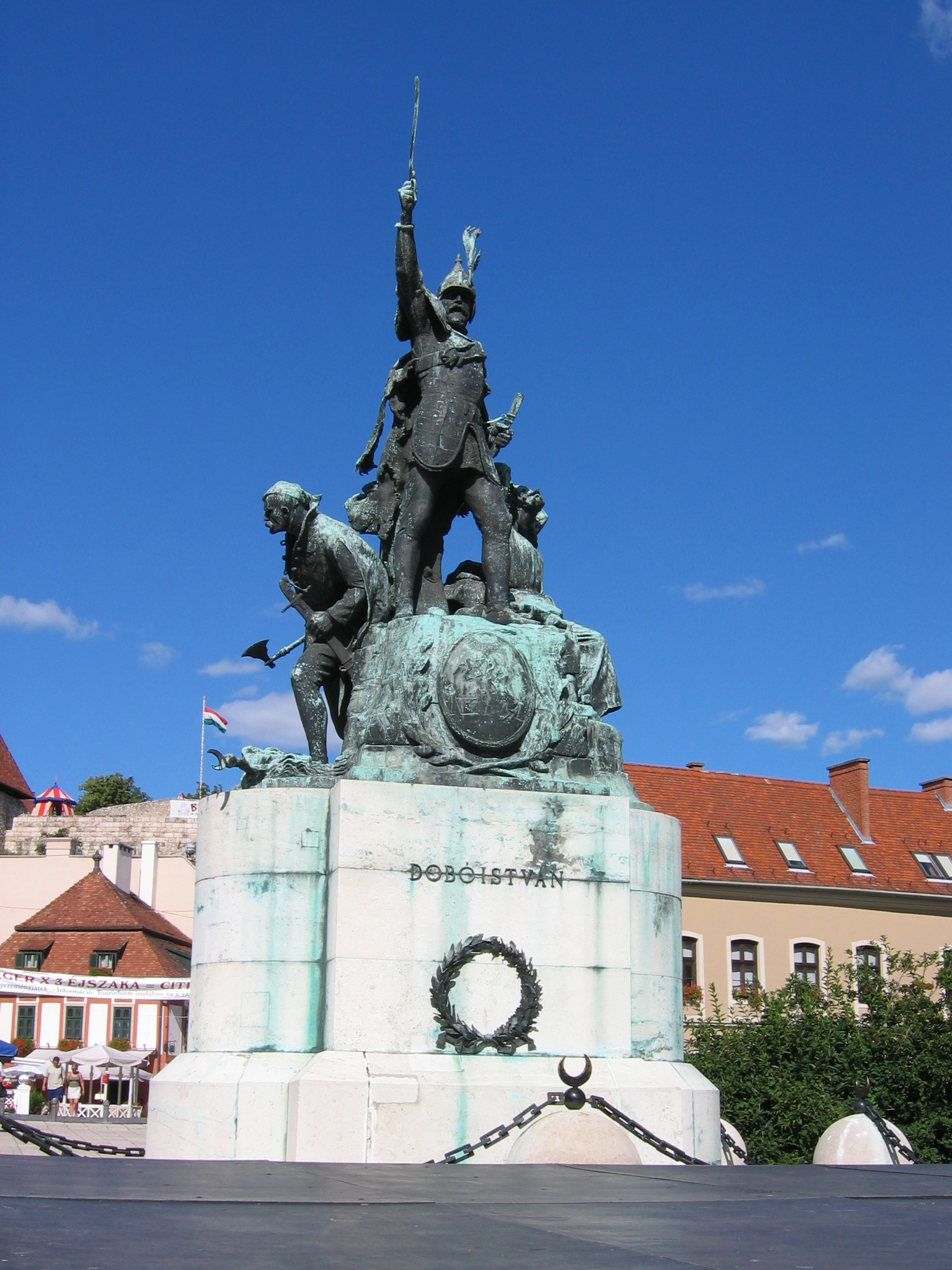
Dobó István Statue auf dem nach ihm benannten Hauptplatz in Eger

István (Stephan) Baron Dobó von Ruszka (* 1502; † 1572 in Szerednye) war ein ungarischer Soldat und Burghauptmann bei der erfolgreichen Verteidigung der Burg von Eger gegen eine türkische Übermacht im Jahre 1552.

## Leben
István Dobó wurde 1502 als Sohn von Domokos Dobó und Zsófia Cékei geboren. Der Namenszusatz von Ruszka leitet sich von der zum Familienbesitz der Dobó gehörenden Gemeinde Ruszka (später Dobóruszka) im Komitat Ung ab. Dobó hatte noch fünf Geschwister: Ferenc, László, Domokos, Anna und Katalin. Am 17. Oktober 1550 heiratete er Sára Sulyok und hatte zwei Kinder, Ferenc und Krisztina, mit ihr.
Im Jahre 1549 wurde ihm das Kommando über die Burg von Eger (deutsch: Erlau) übertragen. 1552 kam es zur Belagerung durch die Türken. Mit einer Besatzung von nur 2100 (darunter auch viele Frauen) verteidigte er die Burg erfolgreich gegen ca. 80.000 Türken, die erste große Niederlage des Osmanischen Reiches.
Zum Dank wurde er vom römisch-deutschen König und späteren Kaiser Ferdinand I, zu dem Dobó auch während der Streitigkeiten um den ungarischen Thron gehalten hatte, mit den Burgen von Déva und Szamosújvár in Siebenbürgen belohnt.
1553 wurde er zusammen mit Ferenc Kendi zum Wojwoden von Siebenbürgen ernannt. Als Siebenbürgen 1556 vom Königreich Ungarn abgetrennt wurde, erhielt er als Ausgleich die Burg von Léva in Oberungarn (heute Slowakei) und wurde zum Obergespan des Komitats Bars ernannt.
Des Verrates am König beschuldigt, wurde er 1568 für einige Jahre in der Burg von Preßburg eingesperrt. Dobó starb 1572 kurz nach seiner Freilassung auf seiner Burg in Szerednye und wurde in Dobóruszka beerdigt.

## Rezeption
Die Ereignisse während der türkischen Belagerung Egers werden ausführlich im Roman Sterne von Eger (ung. Egri csillagok) von Géza Gárdonyi beschrieben. Das Werk wurde 1923 und 1968 verfilmt.

## Quelle
- Ágnes Kenyeres et al.: Dobó István. In: Magyar életrajzi lexikon. Akadémiai Kiadó, Budapest 1967 (arcanum.com).